# Ameira speciosa
Ameira speciosa är en kräftdjursart som beskrevs av Albert Monard 1935. Ameira speciosa ingår i släktet Ameira och familjen Ameiridae. Inga underarter finns listade i Catalogue of Life.